# Río Morong-Teresa
Río Morong-Teresa (o simplemente Río Morong; en tagalo: Ilog ng Morong) es un sistema fluvial en Rizal, al norte de Filipinas. Es uno de los 21 principales afluentes de la Laguna de Bay. Cubre 14 barangays y se extiende a 10 kilómetros desde la ciudad de Antipolo bajando a Teresa, Rizal, Morong, Rizal y, finalmente, a la Laguna de Bay.
La subcuenca del río Morong cuenta con un área de drenaje de 70,21 kilómetros cuadrados.
En 1991, un estudio señaló que la eutrofización en Laguna de Bay podría atribuirse a los nutrientes llevados al lago como consecuencia del deterioro enorme del río Morong y el río San Pedro.